# Андрейчак, Имрих
Имрих Андрейчак (чеш. Imrich Andrejčák; 12 июля 1941, Ганиска близ Кошице — 5 сентября 2018, Прага) — чехословацкий и словацкий военный и государственный деятель, бригадный генерал, Последний министр обороны ЧССР (1992), первый Министр обороны Словакии (1993—1994).

## Биография
Образование получил в Братиславский военной школе, в 1961 году окончил военное училище в Вишкове, в 1971 году — военную академию в Брно. В 1976—1979 годах учился в Военной ордена Ленина Краснознамённой ордена Суворова академии Генерального штаба Вооружённых Сил СССР им. А  К. Е. Ворошилова.
Член Коммунистической партии Чехословакии (1960—1989). Позже, Народной партии — Движения за демократическую Словакию.
Служил на разных должностях танковых войск ВС ЧССР. В 1982 году стал генералом, начальником Генерального штаба Чехословацкой народной армии. В 1990 году — заместитель министра обороны Чехословакии. 
С июня по декабрь 1992 года занимал пост министра обороны ЧССР. После раздела Чехословакии стал первым министром обороны Словакии (1993—1994).
Депутат Национального совета Словакии (1994—1998).
Умер 5 сентября 2018 года в Тренчине, Словакия, в возрасте 77 лет. Его смерть подтвердила его дочь Бланка Фетковичова Андрейчакова. Министр обороны Словакии Петер Гайдош и главнокомандующий вооружёнными силами Словакии генерал Даниэль Змеко распорядились, чтобы флаги министерства обороны были приспущены в честь Андрейчака.